# سارا هاو
سارا هاو (زادهٔ ۲۳ ژوئیه ۱۹۸۷) یک قایقران استرالیایی است. او دو بار در سال‌های ۲۰۱۷ و ۲۰۱۹ در دسته «چهار نفره بدون قایقران» عنوان قهرمانی جهان را کسب کرده است. او در سال ۲۰۱۸ برنده جام چالشی رمینهم در رجاتا هنجلی رویال استرالیا در گروه هشت نفره زنان استرالیا شد. هاو همچنین در المپیک توکیو ۲۰۲۰ در گروه هشت نفره زنان استرالیا به رقابت پرداخت.

## باشگاهی و ملی
سارا هاو، که در ویکتوریا به دنیا آمده است، در ابتدا از باشگاه رورینگ هوآن در تاسمانیا در سطح بزرگسالان مسابقه داد. او بورس تحصیلی به مؤسسه ورزشی تاسمانیا دریافت کرد.
او چندین بار در مسابقات قهرمانی روئینگ استرالیا با رنگ‌های باشگاه هوآن شرکت کرده و در سال ۲۰۱۷ عنوان قهرمانی در تمام سه کلاس قایق‌های زنان را کسب کرد. او در مسابقات دو قایق بدون کاکس، همراه با میاگان ولکر، و در مسابقات چهار قایق بدون کاکس در ترکیب تیم تاسمانی و همچنین در مسابقات هشت قایق زنان پیروز شد. در سال ۲۰۱۸، او با مالی گودمن عنوان قهرمانی ملی در دو قایق بدون کاکس زنان را به دست آورد. در سال ۲۰۲۱، در قایق هشت نفره مرکز ملی آموزش، او عنوان قهرمانی هشت قایق زنان را در مسابقات قهرمانی استرالیا به دست آورد. در مسابقات قهرمانی روئینگ استرالیا در سال ۲۰۲۲، او دوباره عنوان قهرمانی هشت قایق زنان را در ترکیب تیم انتخابی استرالیا به دست آورد.
در سال‌های ۲۰۱۴ و ۲۰۱۵، هاو در تیم هشت نفره زنان تاسمانی انتخاب شد و در مسابقات کوئینز کاپ در رقابت‌های بین ایالتی شرکت کرد. در سال ۲۰۱۸، با امکان رقابت برای ویکتوریا، او در تیم هشت نفره زنان ویکتوریایی انتخاب شد که در رقابت‌های بین ایالتی همان سال برنده کوئینز کاپ شدند. در سال‌های ۲۰۲۱ و ۲۰۲۳، او دوباره در تیم هشت نفره زنان ویکتوریایی برای پیروزی در کوئینز کاپ حضور داشت. سارا همچنین عضو مؤسسه ورزشی تاسمانیا است.

## نمایندگی بین‌المللی در قایقرانی
سارا هاو نخستین بار در سال ۲۰۰۵ در رشته «دو قایق پارویی» در مسابقات قایقرانی جوانان جهان در برندنبورگ برای استرالیا به میدان رفت و تیم او در مقام پنجم قرار گرفت.
او تا سال ۲۰۱۷ به تیم ملی دعوت نشد، اما در آن سال به تیم چهار نفره بدون کاکس استرالیا با لوسی استفان، مولی گودمن و کاترینا وری پیوست. این تیم در جام‌های جهانی قایقرانی II و III شرکت کرد و در تمامی مسابقات بین‌المللی فصل بدون شکست بود. در مسابقات قهرمانی قایقرانی جهان ۲۰۱۷ در ساراتسا، فلوریدا، تیم استرالیا بعد از پیروزی در دور مقدماتی، در فینال با شروعی کند و قرار گرفتن در مقام ششم در ۵۰۰ متر و پنجم در ۱۰۰۰ متر آغاز کرد. در ۵۰۰ متر سوم، آن‌ها شروع به پیشروی کردند و به تیم‌های هلند، لهستان و روسیه که به دنبال مدال بودند، پیوستند. در آخرین اسپرت، استفان از گودمن خواست تا سرعت را افزایش دهد و با ۴۳ ضربه در دقیقه، تیم استرالیا به پیشتازی رسید و مدال طلا و عنوان قهرمانی جهان را از آن خود کرد.
در سال ۲۰۱۸، با تغییر کاترینا وری به رز ماری پاپا، تیم چهار نفره قهرمان جهان به کار خود ادامه داد و با پیروزی در جام جهانی قایقرانی II در لینز، اتریش، فصل بین‌المللی ۲۰۱۸ را آغاز کرد. در دومین حضور رقابتی خود در فصل ۲۰۱۸، با تیم انتخابی استرالیا به نام «مرکز ملی آموزش جورجینا هوب رینهارت»، به پیروزی در جام رمینهم چالشی در مسابقات هنلی رویال رگاتا دست یافت. هفته بعد، با بازگشت به تیم چهار نفره بدون کاکس، هاو مدال طلای دیگری را در جام جهانی قایقرانی III در لوزرن کسب کرد. در مسابقات قهرمانی قایقرانی جهان ۲۰۱۸، پاپا به دلیل مصدومیت از تیم کنار رفت و کاترینا وری دوباره به تیم برگشت. تیم استرالیا در دور مقدماتی پیروز شد، اما در نیمه‌نهایی با ترکیب جدیدی از تیم آمریکا غافلگیر شد و در نهایت در فینال به مقام دوم و مدال نقره رسید.
در سال ۲۰۱۹، هاو دوباره به تیم قایقرانی زنان استرالیا برای فصل بین‌المللی دعوت شد. در دو جام جهانی قایقرانی در اروپا، هاو در جایگاه سوم تیم چهار نفره بدون کاکس استرالیا نشسته بود و به مدال برنز در جام جهانی II در پوزنان و مدال طلا در جام جهانی III در روتردام دست یافت. هاو، آلدرسکی، وری و استفان برای مسابقات قهرمانی قایقرانی جهان ۲۰۱۹ در لینز، اتریش انتخاب شدند. این تیم به دنبال کسب جایگاهی در بین هشت تیم برتر در قهرمانی‌های جهانی ۲۰۱۹ و در نتیجه کسب سهمیه المپیک توکیو بود. آن‌ها در دور مقدماتی و نیمه‌نهایی پیروز شدند و با کسب مدال طلا در فینال، عنوان قهرمانی جهان را دوباره از آن خود کردند.
در المپیک توکیو ۲۰۲۰، جفت قوی استرالیایی، جسی موریسون و آنابل مک‌اینتایر، برای شرکت در هر دو رشته دو نفره و چهار نفره دعوت شدند. سارا هاو به تیم هشت نفره زنان استرالیا پیوست که در دور مقدماتی در مقام سوم، در مرحله بازگشت در مقام چهارم و در فینال المپیک در مقام پنجم قرار گرفت. اگر آن‌ها زمان ۵:۵۷:۱۵ که در مرحله بازگشت به دست آورده بودند را حفظ می‌کردند، می‌توانستند برنده مدال طلا شوند و برندگان، کانادا، را با فاصله نزدیک به دو ثانیه شکست دهند.
در سال ۲۰۲۳، هاو دوباره به همراه هم‌تیمی‌های قهرمان جهان خود، کاترینا وری و لوسی استفان، با اضافه شدن جدید، جیورجیا پاتن، به تیم چهار نفره بدون کاکس زنان استرالیا پیوست. در جام جهانی قایقرانی II در واره‌سه، ایتالیا، این تیم به فینال A راه یافت و مدال برنز کسب کرد. در جام جهانی قایقرانی III در لوزرن، تیم چهار نفره بدون تغییر دوباره در رده چهار نفره بدون کاکس به مسابقه پرداخت و در فینال A تا ۱۸۰۰ متر پیشتاز بود، اما توسط رومانی تحت فشار قرار گرفت و در نهایت با مدال نقره به پایان رسید. با دو مدال کسب شده در جام جهانی II و III، این تیم برنده جایزه امتیاز جام جهانی ۲۰۲۳ برای چهار نفره بدون کاکس شد. این تیم به عنوان تیم چهار نفره بدون کاکس استرالیا برای مسابقات قهرمانی قایقرانی جهان ۲۰۲۳ در بلگراد، صربستان انتخاب شد و در دور مقدماتی در مقام دوم و در نیمه‌نهایی A/B در مقام سوم قرار گرفت و با این نتیجه سهمیه تیم چهار نفره بدون کاکس استرالیا برای المپیک پاریس ۲۰۲۴ را کسب کرد. در فینال A، این تیم در مقام پنجم قرار گرفت و از این مسابقات رتبه پنجم جهانی را به دست آورد.